# Discopeltis kamerunensis
Discopeltis kamerunensis är en skalbaggsart som beskrevs av Moser 1916. Discopeltis kamerunensis ingår i släktet Discopeltis och familjen Cetoniidae. Inga underarter finns listade i Catalogue of Life.